# Frank Bräutigam

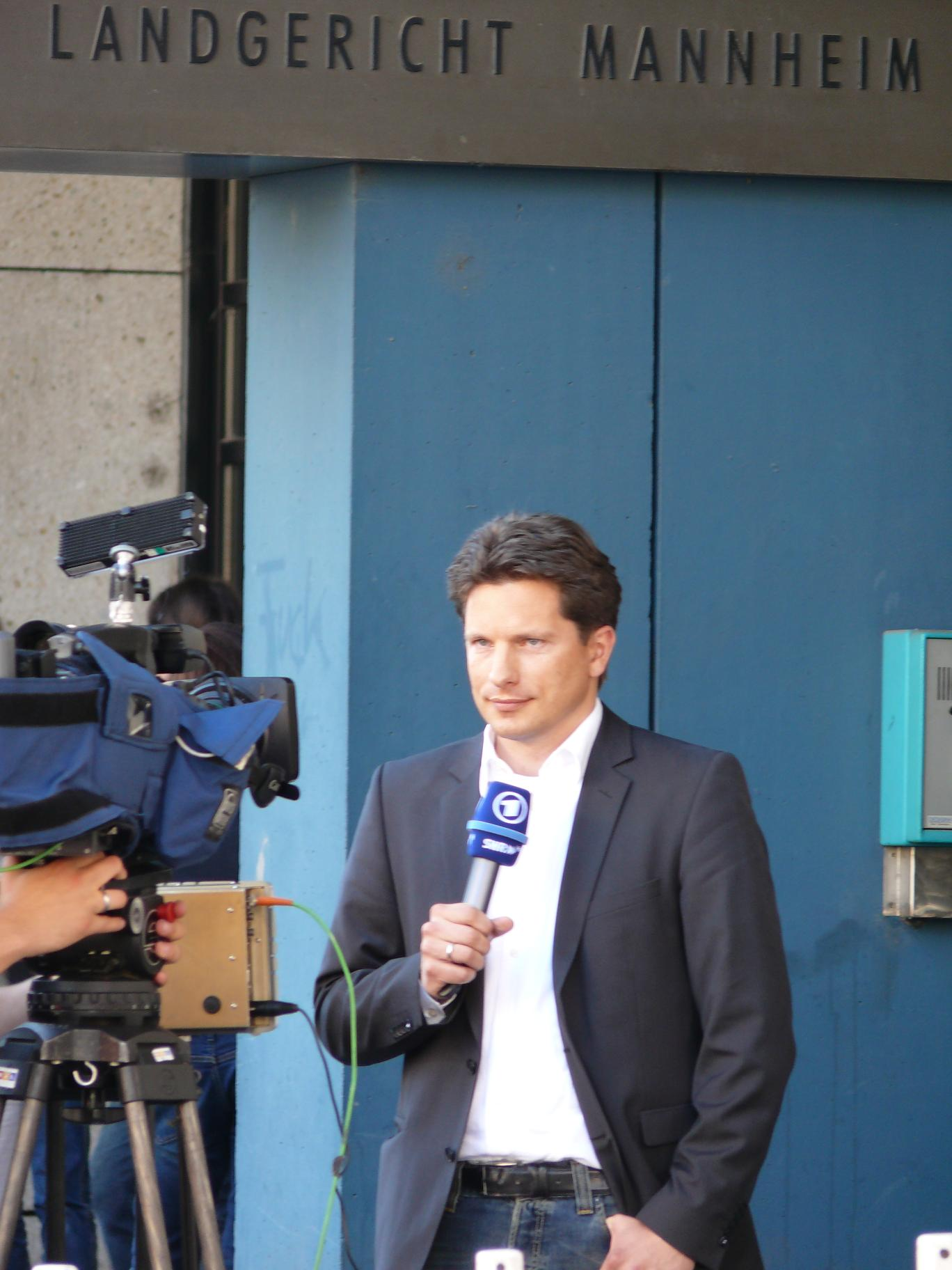
Frank Bräutigam 2011 vor dem Landgericht Mannheim

Frank Bräutigam (* 1. Dezember 1975 in Mettmann) ist ein deutscher Fernsehjournalist der ARD, Moderator, Gerichtsberichterstatter und Volljurist.

## Leben
Bei Bräutigams Geburt arbeitete sein Vater Jochen Bräutigam, ein aus Paderborn stammender promovierter Betriebswirt, bei der WestLB in Düsseldorf. Als der Vater in den Vorstand der Kreissparkasse Limburg gewählt wurde, zog die Familie nach Limburg an der Lahn. Dort besuchte Bräutigam das örtliche Gymnasium, die Tilemannschule, und war auch Messdiener unter Bischof Franz Kamphaus. Als der Vater 1989 Vorstandsmitglied der Stadtsparkasse Aachen wurde, siedelte die Familie nach Aachen über. Dort avancierte der Vater 1995 zum stellvertretenden und 2001 zum Vorstandsvorsitzenden der mittlerweile zur Sparkasse Aachen fusionierten Anstalt.
Nach seinem Zivildienst 1996, den er in Aachen leistete, studierte er Rechtswissenschaften an der Albert-Ludwigs-Universität Freiburg und über das Erasmus-Programm an der Universität Pierre Mendès-France Grenoble II. Die Erste Juristische Staatsprüfung absolvierte er 2002 in Freiburg; die Zweite Juristische Staatsprüfung 2005 in Köln. Sein Rechtsreferendariat absolvierte er unter anderem bei Karl-Dieter Möller. Zudem war er Referent bei Bernhard Nellessen. Mit seiner Dissertation Der „Grenzüberschreitende örtliche Zweckverband“ nach dem Karlsruher Übereinkommen. Eine rechtsvergleichende Untersuchung wurde er 2008 in Freiburg zum Doktor der Rechte promoviert. In der Studienzeit arbeitete Bräutigam für die Aachener Zeitung und Badische Zeitung.
Von 2006 bis 2009 war er Redakteur in der ARD-Rechtsredaktion des Südwestrundfunks (SWR). Zum 1. Dezember 2010 wurde er deren Redaktionsleiter. Als Rechtsexperte der ARD und Möllers Nachfolger berichtet er hauptsächlich aus Karlsruhe über Rechtliches in Verbindung mit dem Bundesverfassungsgericht, dem Bundesgerichtshof oder der Bundesanwaltschaft. Als Moderator präsentierte er den ARD-Ratgeber Recht. Bräutigam ist regelmäßig als Experte in Radio- und Fernsehsendungen zu Gast, um den Hörern und Zuschauern schwierige juristische Fragestellungen verständlich zu machen.
Er ist verheiratet, hat zwei Söhne und wohnt im Karlsruher Stadtteil Rüppurr.

## Auszeichnung
- 2007 wurde Bräutigam mit dem mit 5000 Euro dotierten „Christophoruspreis“ der Unfallforschung der Versicherer für seinen Beitrag Senioren und Führerschein ausgezeichnet.[12]
- Am 21. Mai 2009 erhielt Bräutigam den Fernsehpreis des Deutschen Anwaltvereins für Beiträge zum Thema Das Bundesverfassungsgericht und der Datenschutz.[7]

## Veröffentlichungen
- Der „grenzüberschreitende örtliche Zweckverband“ nach dem Karlsruher Übereinkommen, Nomos Verlag, Baden-Baden 2009, ISBN 978-3-8329-4263-2.